# Galtarodes viettei
Galtarodes viettei är en fjärilsart som beskrevs av De Toulgoët 1971. Galtarodes viettei ingår i släktet Galtarodes och familjen björnspinnare. Inga underarter finns listade i Catalogue of Life.